# Тибетський буддизм

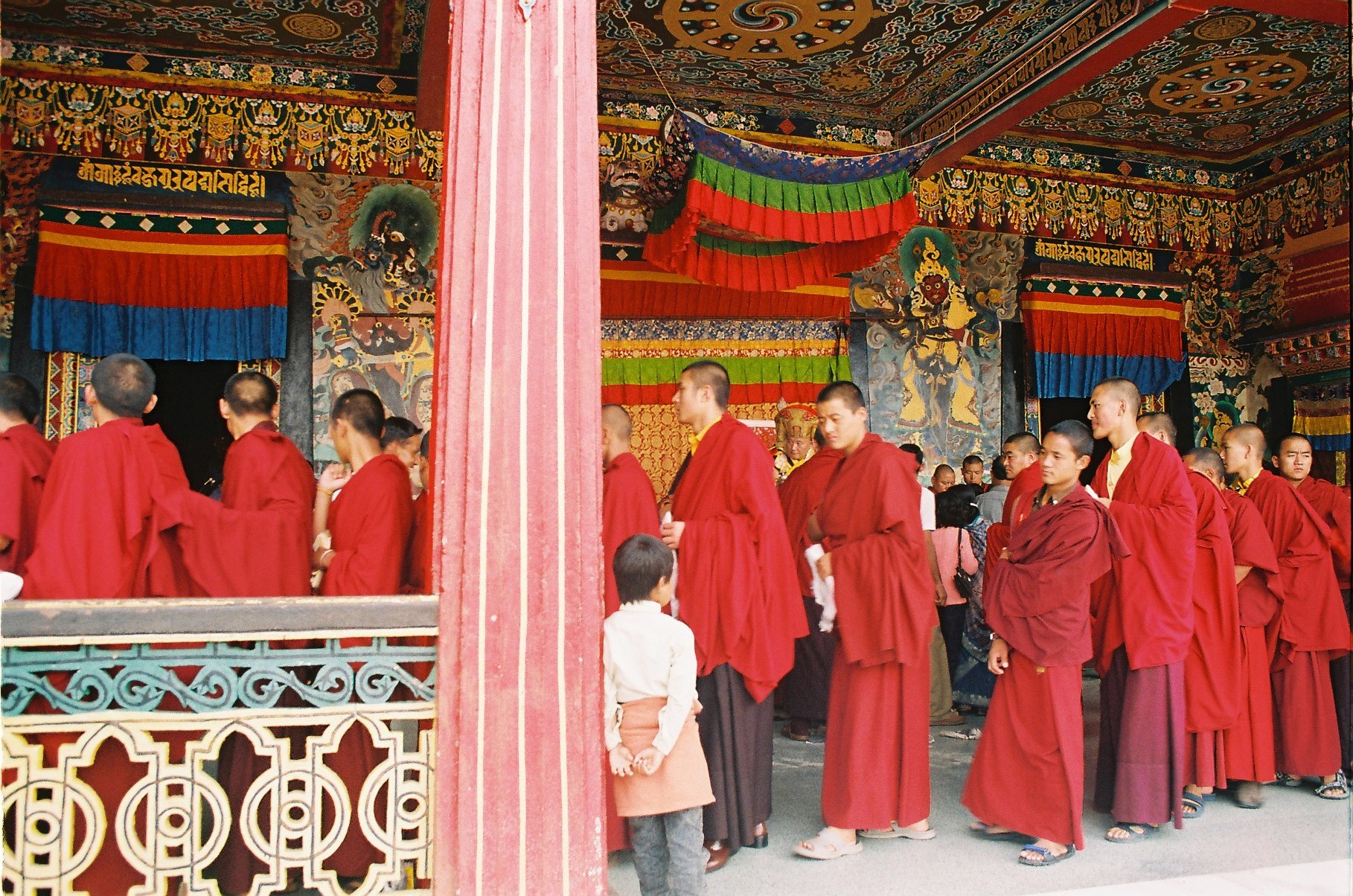
Тибетські лами в монастирі Румтек, Сіккім, Індія, 2005

Тибетський буддизм, також Ламаїзм[а] (англ. Tibetan Buddhism) — регіональний напрямок в буддизмі, характерний для Тибету і прилеглих областей Гімалаїв (частин Індії, Непалу, Бутану). Також практикується меншинами в Монголії, Росії (Бурятія, Тува, Калмикія), Китаї за межами Тибету (зокрема Внутрішній Монголії).
Тибетський буддизм — це великий комплекс учень і способів медитації, що включає традиції Хінаяни, Махаяни і Ваджраяни, одна з течій махаяністського буддизму. Склався у XII–XV століттях у Тибеті як феодальна ідеологія на базі віровчення і культу буддистської школи Гелуг-ба («жовтошапочників»).

## Загальні відомості
Тибетський буддизм формується на базі розвиненої традиції індійського буддизму, перш за все на базі шкіл Йогачара та Мадхьямака. Проникнення буддизму в Тибет відбувалося протягом кількох століть. Цей процес дослідники поділяють на два етапи — нігма, та сарма, що можна перекласти як старий та новий.
Головними теологічними джерелами Тибетського буддизму є Канджур («переклад одкровень» будди Шак'ямуні) і Танджур («переклад тлумачень» буддистських догматів до X століття). В основі його теоретичних побудов лежать ідеї йоганчарів, а також містика тантризму.
Для тибетського буддизму, як і для всього буддизму характерні догми про тотожність буття і страждання, про необхідність спасіння від буття шляхом подолання «вічного переродження». Головне місце в культі належить шануванню лам і хубілганів (тобто «живих богів», якими вважаються Далай-лама і панчен-лама), що оголошується найважливішим чинником спасіння.
Унікальним для тибетського буддизму є те, що починаючи з XIII століття, традиція передачі як учення, так і духовної і світської влади, проводиться в рамках ліній перерождення (тулку) видних буддистських діячів. Це відрізняє тибетську культуру від інших, де переважають такі способи обрання лідерів, як спадковий і виборний. У своєму розвитку дана ідея привела до об'єднання духовної і світської влади в лінії Далай-лам.
Поширений у Центральній Азії — у Монголії; в автономіях Росії — Бурятії, Тиві, а також у Калмикії; в автономіях КНР — Тибеті і Внутрішній Монголії, частково в Непалі та на півночі Індії. Тибетський буддизм — основна релігія монголомовних народів Центральної Азії — монголів, в тому числі китайської Внутрішньої Монголії, бурятів і калмиків, а також тюркомовних тувинців.
У КНР і колишньому СРСР протягом XX століття (до 90-х років) прибічників тибетського буддизму і лам переслідували, а культові споруди в тибетському стилі (дацани) руйнували або закривали і перепрофілійовували. Тільки з демократизацією 90-х років пов'язане відродження ламаїзму в російських автономіях. Однак китайська влада і досі переслідує Далай-Ламу Тибету.
Починаючи з тибетського повстання 1959 року, тибетська діаспора значно посилилася та добилася відомості тибетського буддизму у світі. В результаті і сама релігійна традиція почала набувати популярності.